# Remy Bonjasky
Remy Bonjasky, född 10 januari 1976 i Paramaribo, eller "The Flying Gentleman" som han också kallas, är en av de mest framgångsrika K-1-kombattanterna någonsin. Han har lyckats med bedriften att vinna K-1-organisationens största turnering "K-1 World Grand Prix" tre gånger (2003, 2004 och 2008). År 2003 besegrade han Peter Graham i kvartsfinalen, Cyril Abidi i semifinalen, och Musashi i finalen. År 2004 vann han över Ernesto Hoost i kvartsfinalen, Francois Botha i semifinalen, och även detta år besegrades Japans Musashi i finalen. År 2005 gick det inte lika bra för Remy Bonjasky i turneringen. Efter att i kvartsfinalen besegrat koreanen Hong-man Choi (219 cm lång och 160 kg tung) blev han utklassad och utslagen i semifinalen av sin landsman, den 211 cm långa karatekan Semmy Schilt. 2008 tog sig Bonjasky till final genom att först besegra fransmannen Jerome Le Banner i kvartsfinalen och turken Gökhan Saki i semifinalen. I finalen mötte han den hetlevrade marockanen Badr Hari, som gjorde skäl för sitt smeknamn "Bad boy". 53 sekunder in i den andra ronden fällde Hari Bonjasky och väl nere på mattan fortsatte Hari med slag och en spark mot huvudet som ledde till en diskvalifikation och därmed utsågs Bonjasky till 2008 års K-1 World GP Champion.
Remy är känd för sina höga sparkar och sina flygande knäattacker. Vad som även kännetecknar Remy Bonjasky är hans explosivitet och starka fysik. Han är 192 centimeter lång, väger 104 kilo, och är medlem i Mejiro Gym i Amsterdam.

## Titlar
- K-1 World GP 2003 Champion.
- K-1 World GP 2004 Champion.
- K-1 World GP 2008 Champion.
- K-1 2003 Las Vegas GP Champion.
- W.P.K.A World Superheavyweight Champion.